# De humani corporis fabrica
De humani corporis fabrica libri septem (Estructura del cos humà, en set llibres) és un important tractat sobre anatomia humana escrit per Andreas Vesalius, i publicat per primera vegada el 1543.
El llibre està basat en les seves conferències de medicina a la Universitat de Pàdua on va fer moltes disseccions (va rebre autorització el 1539 per disseccionar els cadàvers dels condemnats a mort) per il·lustrar el que explicava. L'obra presenta un examen curós dels òrgans i de l'estructura completa del cos humà. Aquesta obra no hauria estat possible sense les moltes millores que es van fer durant el Renaixement, incloent-hi els artístics i les tècniques en la impressió.

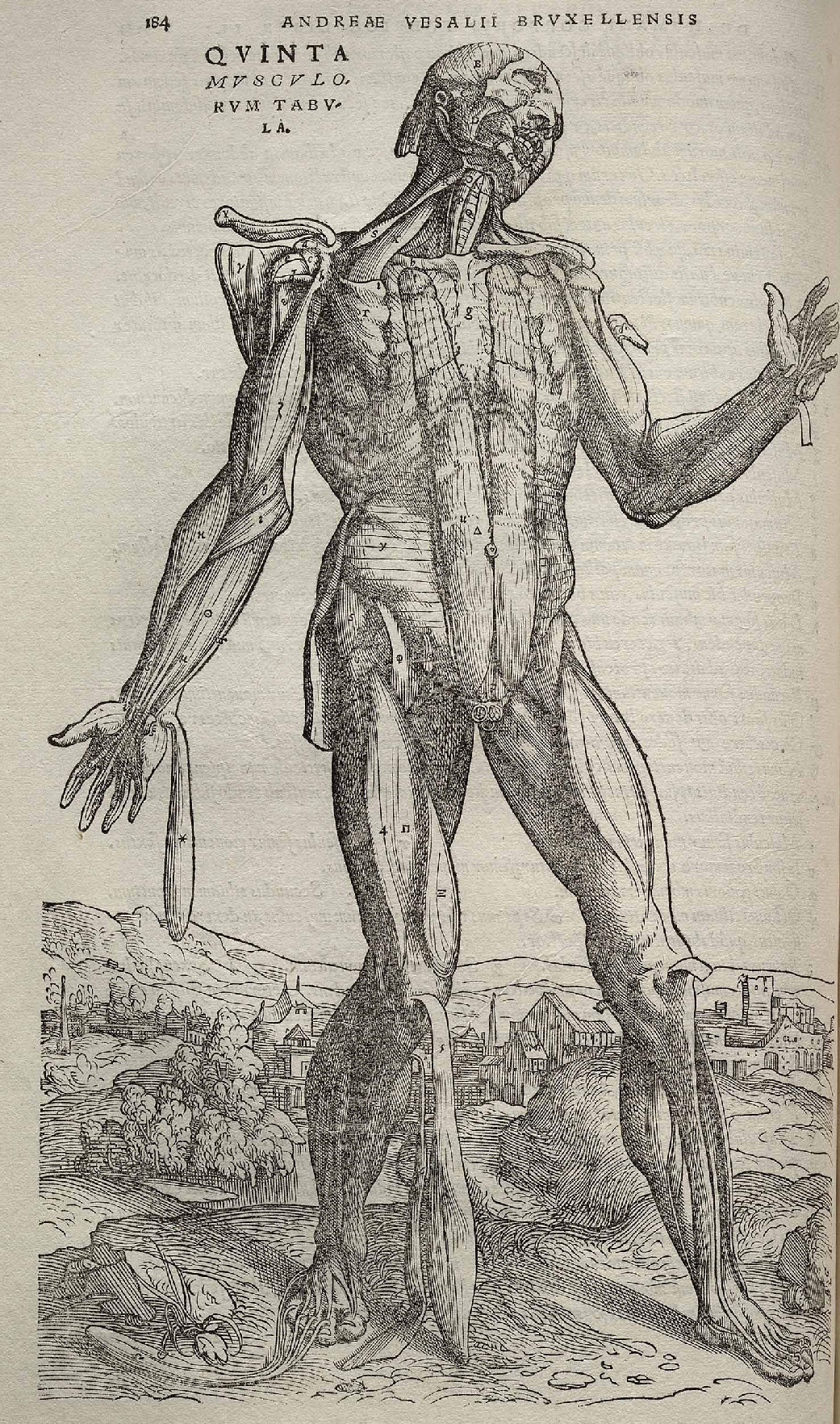

Fabrica, tal com es coneix abreujadament aquesta obra, rectificà alguns dels errors del metge grec Galè (qui sembla que havia fet disseccions de simis) incloent la noció que els vasos sanguinis parteixen del fetge però en canvi, Vesalius seguia opinant, com Galè, que la sang de les venes i artèries era de naturalesa diferent i no va ser fins a la circulació de la sang proposada per William Harvey que, a Europa, es va esmenar aquest error.
Vesalius va publicar aquest llibre als 28 anys, esforçant-se perquè fos un treball de qualitat. Els dibuixos tenen gran mèrit artístic i es creu que són del taller de Ticià especialment de Jan van Calcar. Els gravats sobre fusta (xilografies sobre boix i altres fustes) eren de qualitat superior als estàndards de l'època. El llibre va ser imprès a Basilea per part de Joannis Oporini un dels millors impressors de l'època.
Aquest llibre ja va ser un gran èxit al moment d'aparèixer i va fer ric Vesalius. Ell mateix en va dedicar un exemplar especial (amb la portada de seda i porpra) a l'emperador Carles V amb il·lustracions fetes a mà que no es troben a cap altre exemplar. El llibre es va tornar a imprimir el 1555.
Fabrica menciona ja el gènere de plantes Digitalis, que encara es fa servir en malalties del cor.

## Estructura
Té 663 pàgines i més de 200 planxes de gravats acompanyades dels comentaris de Vesalius. Fa la primera descripció completa de l'anatomia del cos humà, descriu detalladament els ossos, les articulacions, els músculs, el cor i els vasos sanguinis, el sistema nerviós, els òrgans de l'abdomen i del tòrax com el cervell.